# 尼科·弗雷里科斯
尼科·弗雷里科斯（荷蘭語：Nico Freriks；1981年12月22日—）是一位荷蘭排球運動員。他是荷蘭國家男子排球隊的一員，代表荷蘭參加了2004年奧運會的賽事。他在這屆奧運會上有著上佳的表現。